# Bjergtrøje (landevejscykling)
Bjergtrøje er den cykeltrøje den førende cykelrytter har på i bjergkonkurrencen i et etapeløb. Indehaveren af bjergtrøjen er den rytter, som har klaret sig bedst på løbets stigninger.

## Bjergtrøjer, forskellige løb
- Danmark Rundt – bakketrøjen er hvid, benævnelsen er valgt, da der ingen bjerge findes i Danmark.
- Giro d'Italia – bjergtrøjen er grøn.
- Tour de France – bjergtrøjen er hvid med røde prikker.
- Tour of Britain – bjergtrøjen er hvid med røde prikker.
- Vuelta a España – bjergtrøjen er orange.